# Muteba Kidiaba
Robert Muteba Kidiaba (ur. 1 lutego 1976 w Kipushi) – piłkarz kongijski grający na pozycji bramkarza.

## Kariera klubowa
Karierę piłkarską Kidiaba rozpoczął w klubie AS Saint-Luc. W 2002 roku przeszedł do TP Mazembe, w którym grał do 2016 roku, czyli do końca swojej kariery. Wywalczył z nim osiem mistrzostw kraju w latach 2006, 2007, 2009, 2011, 2012, 2013, 2014 i 2016. W latach 2009 i 2010 zdobył z nim Ligę Mistrzów.

## Kariera reprezentacyjna
W reprezentacji Demokratycznej Republiki Konga Kidiaba zadebiutował 13 października 2002 roku w wygranym 2:0 meczu kwalifikacji do PNA 2004 z Botswaną. W 2004 roku został powołany do kadry narodowej na Puchar Narodów Afryki 2004. Był także w kadrze na Puchar Narodów Afryki 2013 i Puchar Narodów Afryki 2015. Od 2002 do 2015 rozegrał w kadrze narodowej 61 meczów.